# Wapen van Broek, Thuil en 't Weegje

Wapen van Broek, Thuil en 't Weegje

Het wapen van Broek, Thuil en 't Weegje werd op 22 juli 1818 aan de Zuid-Hollandse gemeente Broek, Thuil en 't Weegje toegekend. In 1798 werden de heerlijkheden Broek, Thuil en 't Weegje omgevormd tot zelfstandige gemeenten. Lang heeft deze zelfstandigheid niet geduurd, want in 1811 werden ze bij Gouda gevoegd. Vervolgens werden ze alweer in 1816 losgemaakt van Gouda en samen met Bloemendaal en Broekhuizen ondergebracht in één nieuwe gemeente "Broek, Thuil en 't Weegje", ook wel aangeduid met meer uitgebreide naam "Broek, Thuil en het Weegje, Bloemendaal en Broekhuizen". Kortheidshalve werd deze gemeente "Broek c.a." (Broek cum annexis) genoemd. Vanaf 1859 werd de naam verder verkort tot Broek. In 1870 werd de gemeente samengevoegd met Noord- en Zuid-Waddinxveen tot de nieuwe gemeente Waddinxveen.  Het wapen van Broek, Thuil en 't Weegje is daardoor komen te vervallen. In 1964 werd een omvangrijke grenscorrectie toegepast. Onder meer een deel van het voormalige gebied van Bloemendaal en Broek werd bij Gouda gevoegd. In de wapens van Waddinxveen en Gouda zijn geen elementen uit het wapen van Broek, Thuil en 't Weegje overgenomen.

## Blazoenering
De blazoenering van het wapen luidde als volgt:
Een schild geécarteleerd, in het eerste kwartier een bloem van goud op een veld van lazuur, in het tweede een vogel in deszelfs natuurlijke kleur op een veld van zilver; in het derde een boerenhuis van keel, op een dergelijk veld en eindelijk in het vierde kwartier het wapen der stad Gouda als concessie aan die stad.
De heraldische kleuren zijn goud (geel), lazuur (blauw), zilver (wit) en keel (rood).

## Geschiedenis
De bloem in het eerste kwartier is het wapen van Bloemendaal, de vogel het wapen van Broek, Thuil en 't Weegje, de boerderij het wapen van Broekhuizen en het vierde kwartier is het wapen van Gouda. Het wapen van Bloemendaal had oorspronkelijk een groen veld. De kleuren waren ten tijde van de aanvraag niet meer bekend.

## Verwant wapen

Het wapen van Gouda

Ter Aar
· Aarlanderveen
· Abbenbroek
· Abtsregt
· Alkemade
· Alphen
· Ameide
· Ammerstol
· Arkel
· Asperen
· Benthuizen
· Bergambacht
· Bergschenhoek
· Berkel en Rodenrijs
· Berkenwoude
· Bernisse
· Biert
· Binnenmaas
· Bleiswijk
· Bleskensgraaf
· Bleskensgraaf en Hofwegen
· Bodegraven
· Boskoop
· Brandwijk
· Brielle
· Broek, Thuil en 't Weegje
· Charlois
· Cillaarshoek
· Cromstrijen
· De Lier
· De Mijl
· Delfshaven
· Den Bommel
· Dirksland
· Driebruggen
· Dubbeldam
· Everdingen
· Geervliet
· Giessen-Nieuwkerk
· Giessenburg
· Giessendam
· Giessenlanden
· Goedereede
· Gouderak
· Goudriaan
· Goudswaard
· Graafstroom
· 's-Gravendeel
· 's-Gravenzande
· Groot-Ammers
· Groote Lindt
· Haastrecht
· Hagestein
· Hardinxveld
· Hazerswoude
· Heenvliet
· Heer Oudelands Ambacht
· Heerjansdam
· Hei- en Boeicop
· Heinenoord
· Hekelingen
· Hekendorp
· Herkingen
· Hillegersberg
· Hellevoetsluis
· Hodenpijl
· Hoek van Holland
· Hof van Delft
· Hoogblokland
· Hoornaar
· IJsselmonde
· Jacobswoude
· Kamerik
· Katendrecht
· Kedichem
· Kethel en Spaland
· Kijfhoek
· Klaaswaal
· Kleine Lindt
· Korendijk
· Koudekerk aan den Rijn
· Kralingen
· Krimpen aan de Lek
· Lange Ruige Weide
· Langerak
· Leerbroek
· Leerdam
· Leidschendam
· Leimuiden
· Lekkerkerk
· Lexmond
· Liemeer
· Loosduinen
· Liesveld
· Maasdam
· Maasland
· Meerkerk
· Melissant
· Middelharnis
· Mijnsheerenland
· Moerkapelle
· Molenaarsgraaf
· Molenwaard
· Monster
· Moordrecht
· Naaldwijk
· Nederlek
· Niemandsvriend
· Nieuw-Beijerland
· Nieuw-Helvoet
· Nieuw-Lekkerland
· Nieuwe-Tonge
· Nieuwenhoorn
· Nieuwerkerk aan den IJssel
· Nieuwland
· Nieuwpoort
· Nieuwveen
· Noordeloos
· Noordwijkerhout
· Nootdorp
· Numansdorp
· Onwaard
· Ooltgensplaat
· Oostflakkee
· Oostvoorne
· Ottoland
· Oud-Alblas
· Oud-Beijerland
· Ouddorp
· Oude-Tonge
· Oudenhoorn
· Ouderkerk
· Ouderkerk aan den IJssel
· Oudewater
· Oudshoorn
· Overschie
· Papekop
· Pernis
· Peursum
· Piershil
· Pijnacker
· Poortugaal
· Puttershoek
· Reeuwijk
· Rhoon
· Rijnsaterwoude
· Rijnsburg
· Rijnwoude
· Rijsoord
· Rockanje
· Roxenisse
· Rozenburg
· Sandelingen-Ambacht
· Sassenheim
· Schelluinen
· Schiebroek
· Schipluiden
· Schoonhoven
· Schoonrewoerd
· Schuddebeurs en Simonshaven
· Sint Anthoniepolder
· Sint Maartensregt
· Sluipwijk
· Sommelsdijk
· Spijkenisse
· Stad aan 't Haringvliet
· Stellendam
· Stolwijk
· Stompwijk
· Stormpolder
· Streefkerk
· Strevelshoek
· Strijen
· Ter Aar
· Tienhoven
· Valkenburg
· Veur
· Vianen
· Vierpolders
· Vlaardingerambacht
· Vliet
· Vlist
· Voorburg
· Voorhout
· Vrijenban
· Waarder
· Warmond
· Wateringen
· Westmaas
· Westvoorne
· Wieldrecht
· Wijngaarden
· Woerden
· Woubrugge
· 't Woudt
· Zederik
· Zegwaart
· Zevenhoven
· Zevenhuizen
· Zevenhuizen-Moerkapelle
· Zouteveen
· Zuid-Beijerland
· Zuidbroek
· Zuidland
· Zwammerdam
· Zwartewaal

Heerlijkheidswapens:
ter Aa
· Albrandswaard
· Biesland
· Cromstrijen
· Duivenvoorde
· 's-Gravenambacht
· Hoog- en Wout-Harnas
· Langerak bezuiden de Lek
· Lek en Stormpolder
· Nederslingeland
· West-Nieuwland
· Oosterwijk
· Spieringshoek
· Vliet
· Voshol
· Vrijenban
· Vrijenhoeve
· Wieldrecht